# Józef Massalski
Józef Massalski (ur. 1800 w Bieliczanach, zm. ok. 1845 w Uściługu) – polski poeta, bajkopisarz; brat Edwarda.
W 1822 r. wstąpił na Cesarski Uniwersytet Wileński. W trakcie nauki (lata 1822–1823) był guwernerem Juliusza Słowackiego. Należał do Zgromadzenia Filaretów, za co został aresztowany w 1823 r. Na mocy wyroku sądowego został wcielony do jednostki karnej wojska rosyjskiego. W roku 1830, podczas próby przedostania się na tereny objęte powstaniem, prawdopodobnie ujęty i skazany na zesłanie w głąb Rosji. Znaczną popularnością cieszyły się jego bajki, epigramaty, wiersze okolicznościowe i piosenki (m.in. Dalibóg, że powiem mamie..., do której muzykę skomponował Moniuszko), drukowane w „Dzienniku Wileńskim”. Osobno, w latach 1827 i 1828, wydał dwa tomy poezji.